# Vallepietra
Vallepietra est une commune italienne de la ville métropolitaine de Rome Capitale, dans la région Latium.

## Géographie
Vallepietra est une commune encaissée dans la vallée homonyme au sein des monts Simbruins.

## Administration
| Période                                  | Période | Identité | Étiquette | Qualité |
| ---------------------------------------- | ------- | -------- | --------- | ------- |
|                                          |         |          |           |         |
| Les données manquantes sont à compléter. |         |          |           |         |

### Communes limitrophes
Camerata Nuova, Cappadocia, Filettino, Jenne, Subiaco, Trevi nel Lazio.